# 國際彗星探險者號
國際彗星探險者號（International Cometary Explorer、ICE）是一艘美國太空總署所發射的太空船，1978年8月12日發射進入日心軌道。國際彗星探險者號是國際日地探險者 (ISEE) 計劃建造的三艘航天器之一，以及ISEE-1和ISEE-2的姊妹太空船，美國太空總署和歐洲太空總署共同研究地球磁場和太陽風相互作用。

## 歷史
國際彗星探險者號是第一個被放置在地球-太陽拉格朗日點L1軌道上的太空船，之後成為第一個探測彗星的太空船，於1985年9月11日在距離彗核約 7,800 公里（4,800 英里）範圍內穿過賈可比尼-秦諾彗星的等離子體尾部。
美國太空總署於1997年暫停了與國際彗星探險者號的常規聯繫，並在1999年和2008年進行簡短檢查。
2014年5月29日，國際彗星探險者號在Skycorp公司的支持下重啟，美國太空總署重新建立與太空船的雙向通信。2014年7月2日，國際彗星探險者號自1987年以來首次啟動推進器。然而，由於缺乏氮氣加壓劑，後來的推進器點火失敗。2014年9月16日，美國太空總署與探測器失去聯繫。